# Defter
Defter (turco ottomano, dal persiano دفتر daftar, pl. دفاتر dafātir) è un termine dal linguaggio amministrativo ottomano e significa libro, incartamento o registro. Anche nella lingua turca moderna la parola viene usata e significa qualcosa come quaderno o taccuino.
Derivati da Defter sono Defterdar, il titolo dei più alti funzionari finanziari dell'Impero ottomano, e Defterhane, designazione dell'ufficio dell'amministrazione finanziaria nel palazzo del sultano.

## Defter dalle fonti storiche
La pratica amministrativa ottomana aveva già raggiunto un alto livello di alfabetizzazione nel XV secolo. I turchi si orientarono su modelli della Persia e dell'Impero bizantino. Sia le istituzioni centrali alla corte del Sultano che i ministri nelle singole province produssero una pletora di libri e documenti ufficiali che coprivano un'ampia varietà di importanti affari governativi. Nel Dafātir erano per esempio rilevati i militari, erano registrati il consumo delle risorse della corte e dell'esercito, erano elencati i giudici di un Sangiaccato  o i funzionari subordinati raccoglievano le istruzioni dei loro superiori.
Di gran lunga la forma più numerosa di Dafātir erano i registri fiscali dettagliati (tahir defterleri). In essi, tutte le famiglie di una provincia venivano registrate con i loro beni mobili e immobili. Non di rado forniscono informazioni quasi complete sulla distribuzione della proprietà della terra, sul valore di rendimento del terreno e sul reddito atteso. Inoltre, contengono informazioni sulla religione (compresa l'imposta di capitazione) e lo stato legale di ciascuna famiglia. Ad esempio, gli assegnatari di terre militari (Tımar) venivano mostrati separatamente. Inoltre, tale dafātir era suddiviso in altre informazioni rilevanti dal punto di vista fiscale suddivise secondo Nahiye e località, a volte prendendo in considerazione forme speciali di ricchezza, come fondazioni islamiche o monasteri cristiani. Quindi questi tipi di Defter erano censimento e catasto in uno. Per la ricerca storica, sono quindi importanti fonti per la demografia, la storia economica e sociale dei paesi dominati dagli ottomani. La loro edizione e valutazione è uno dei compiti principali degli studi ottomani. I registri non documentano né gli Askerî (i nobili) che non pagavano imposte, né, o solo indirettamente, i movimenti migratori tra le singole aree dell'impero.

### Edizioni
È stata fatta una selezione rappresentativa di epoche e parti diverse dell'Impero Ottomano.
- Halil İnalcık: Hicrî 835 tarihli Sûret-i defter-i sancak-i Arvanid. (= Türk Tarih Kurumu yayınlarından. 14,1a). Ankara 1987 (Albania, Sandschak Vlora)
- Selami Pulaha (Hrsg.): Defteri i regjistrimit te sanxhakut te Shkodres i vitit 1485. Tirana 1974 (Albania, Sandschak Shkodra)
- Aleksandar Stojanovski (Hrsg.): Opširen popisen defter za paša Sancakot (Kazite Demir Chisar, Jenice Karasu, Gumulcina i Zichna) od 1569/70 godina. (= Turski dokumenti za istorijata na makedonskiot narod. 10,1). Skopje 2004 ISBN 9989-622-51-5 (Macedonia, Sandschak Thessaloniki)
- Dariusz Kolodziejczyk (Hrsg.): The Ottoman survey register of Podolia (ca. 1681). (= Studies in Ottoman documents pertaining to Ukraine and the Black Sea countries. 3). Cambridge MA 2004. ISBN 0-916458-78-4 (Ucraina, Podolia)
- Fehim Nametak (Hrsg.): Opširni popis Bosanskog sandžaka iz 1604. godine. (= Monumenta turcica historiam slavorum meridionalium illustrantia. Serija 2, Defteri 4). Sarajevo 2000. ISBN 9958-743-01-9 (Bosnia)
- M. Mehdi İlhan (Hrsg.): Amid (Diyarbakır). 1518 detailed register. (= Publications of Turkish Historical Society. Serial 14, Bd. 10). Ankara 2000. ISBN 975-16-0889-9 (Anatolia, Sandschak Diyarbakır)
- Anton Velics de Laszlofalva (Hrsg.): Magyarorszagi török kincstari defterek. Budapest 1886 ff. (Ungheria)